# Квантовий годинник
Квантовий годинник — це тип атомного годинника з охолодженими лазером поодинокими іонами, утримуваними разом собою в електромагнітній іонній пастці. Розроблений у 2010 році фізиками Національного інституту стандартів і технологій, годинник був у 37 разів точнішим за тодішній міжнародний стандарт. Квантовий логічний годинник заснований на іоні алюмінію для спектроскопії та логічним атомом.
Як квантовий годинник на основі алюмінію, так і оптичний атомний годинник на основі ртуті відстежують час по вібрації іона з оптичною частотою за допомогою ультрафіолетового лазера, що в 100 000 разів перевищує частоти надвисокочастотного випромінювання, що використовуються в NIST-F1  та інших подібних стандартах часу у всьому світі. Такі квантові годинники можуть бути набагато точніші, ніж стандарти на мікрохвилях.

## Точність

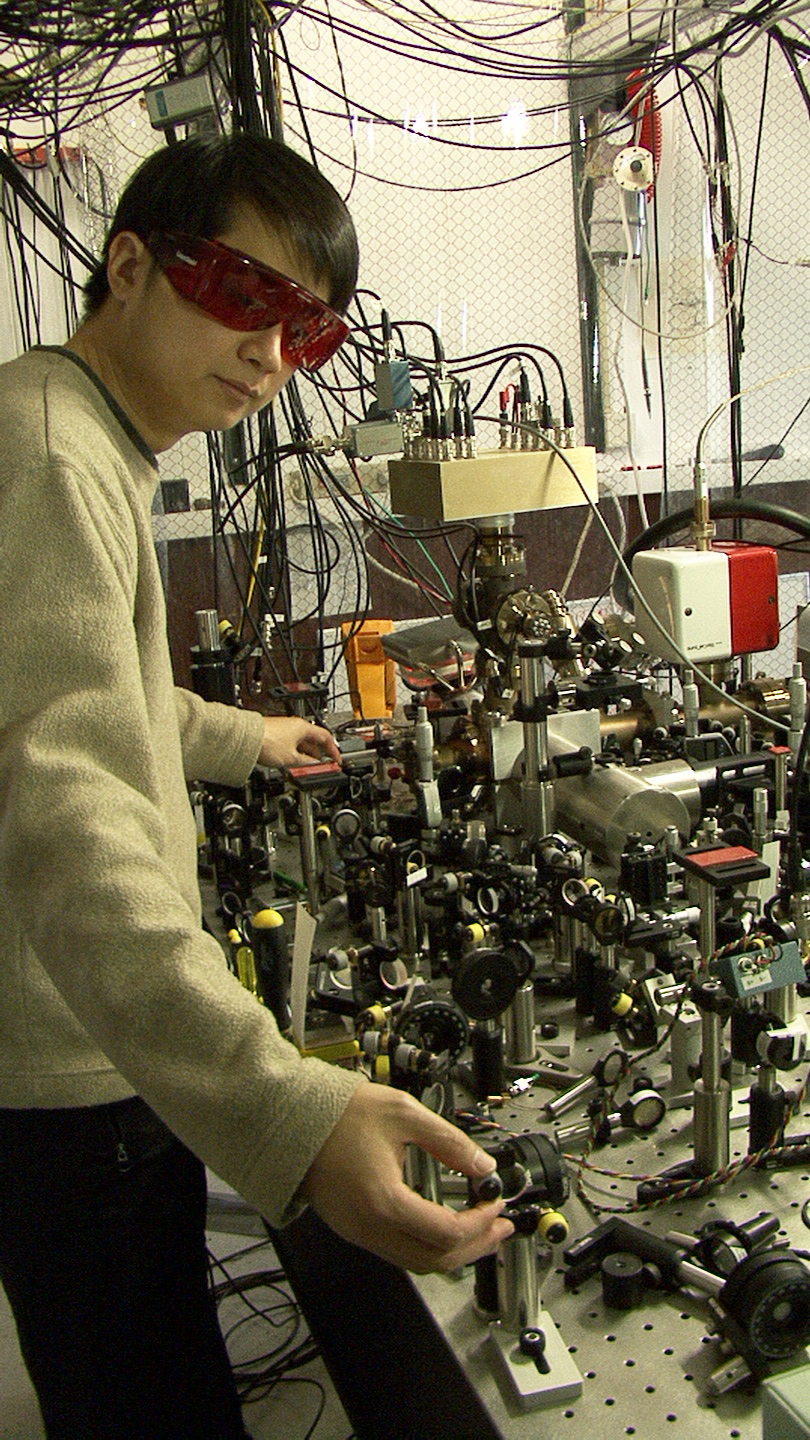
Годинник з квантовою логікою NIST 2010 на єдиному іоні алюмінію

Команда NIST не може виміряти кількість коливань в секунду, оскільки визначення секунди базується на NIST-F1, який не може виміряти більш точну машину. Однак виміряна частота годинника на іоні алюмінію до поточного стандарту становить 1121015393207857,4 (7) Гц. NIST пояснюють точність годинника тим, що він нечутливий до фонових магнітних та електричних полів і на нього не впливає температура.
У березні 2008 року фізики NIST описали експериментальний квантовий логічний годинник на основі окремих іонів берилію та алюмінію . Цей годинник порівнювали з іонним годинником NIST на ртуті. Це були найточніші годинники, які були побудовані, годинник ні поспішав, ні відставав швидкістю, яка перевищувала б секунду за мільярд років.
У лютому 2010 року фізики NIST описали другу, вдосконалену версію квантового логічного годинника, засновану на індивідуальних іонах магнію та алюмінію. Вона вважається найточнішим у світі годинником у 2010 році з дробовою неточністю частоти 8.6 × 10−18, і забезпечує більш ніж подвійну точність у порівнянні з оригіналом. Що стосується стандартного відхилення, квантовий логічний годинник відхиляється на одну секунду кожні 3,68 мільярда (3.68 × 109) років, тоді як у чинного на той час міжнародного стандарта NIST-F1 на фонтані цезію неточність атомного годинника була приблизно 3.1 × 10−16 ; очікується, що він ні набере, ні втратить секунду за понад 100 мільйонів (100 × 106) років У липні 2019 року вчені NIST продемонстрували такий годинник із повною невизначеністю 9.4 × 10−19 (відхиляється на одну секунду кожні 33,7 мільярда років), що є першою демонстрацією годинника з невизначеністю нижче 10−18.

## Квантове уповільнення часу

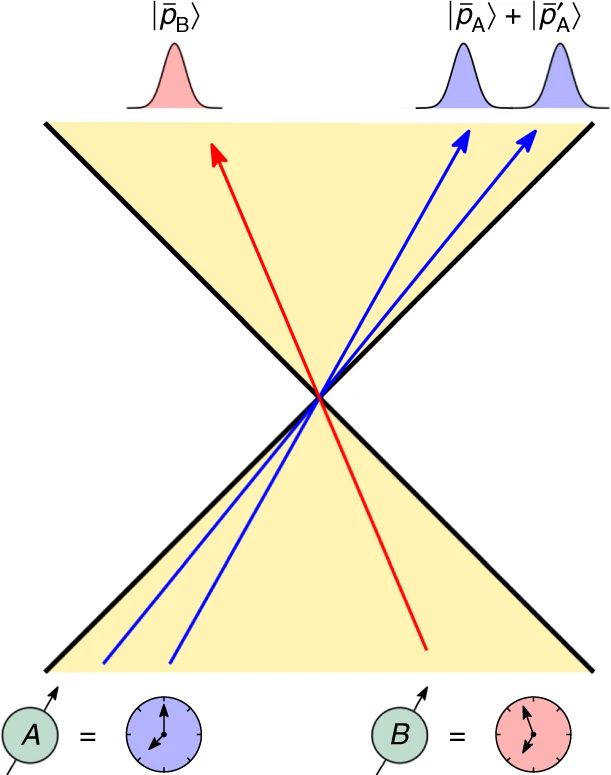
«Зображено як два годинники рухаються в просторі Мінковського. Годинник B рухається в пакеті локалізованого імпульсу із середнім імпульсом p_{B}, тоді як годинник A рухається у суперпозиції локалізованих пакетів хвиль імпульсу із середнім імпульсом p_{A} та p0_{A}. Годинник А відчуває квантовий внесок в уповільнення часу, який він спостерігає щодо годинника В, завдяки своєму некласичному стану руху.»

У статті до 2020 року вчені продемонстрували, що і як квантові годинники можуть випробувати експериментально перевірену суперпозицію належних часів через уповільнення часу у теорії відносності, коли час проходить повільніше для одного об'єкта по відношенню до іншого об'єкта, коли перший рухається з більшою швидкістю. При «квантовому уповільненні часу» один із двох годинників рухається в суперпозиції двох локалізованих імпульсів хвильових пакетів, що призводить до зміни до класичного уповільнення часу.

### Гравітаційне уповільнення часу в повсякденних лабораторних масштабах
У 2010 році в результаті експерименту два квантові годинники з іонами алюмінію були розташовані близько один до одного, але другий був встановлений вище на 30,5 см порівняно з першим, що зробило ефект гравітаційного уповільнення часу помітним у повсякденних лабораторних масштабах.

## Більш точні експериментальні годинники
Точність квантових годинників на короткий час витіснила годинники на оптичних ґратках на основі стронцію-87 та іттербію-171 до 2019 року. Експериментальний годинник на оптичній ґратці був описаний у статті Nature 2014 року. У 2015 році Об'єднаний інститут лабораторної астрофізики  оцінив абсолютну похибку частоти їх останнього годинника на оптичній ґратці на стронції-87 як 2.1 × 10−18, що відповідає вимірюваному гравітаційному уповільненню часу для зміни висоти 2 см (0,79 дюйм) на планеті Земля, що, за словами співробітника JILA / NIST Jun Ye, «стає справді близьким до того, щоб бути корисним для релятивістської геодезії». За такої невизначеності частоти оптичний годинник JILA, як очікується, ні набере, ні втратить секунду за більш ніж 15 мільярдів (1.5 × 1010) років.